# Ensemble Weser-Renaissance Bremen
Das Ensemble Weser-Renaissance Bremen ist ein deutsches Vokal- und Instrumental-Ensemble, das sich vor allem auf die Erarbeitung und Aufführung der musikalischen Werke der Renaissance und des Frühbarock spezialisiert hat.

## Charakteristik
Das Ensemble Weser-Renaissance Bremen hat sich seit seiner Gründung im Jahr 1993 zu einem Ensemble für die Musik des 16. und 17. Jahrhunderts entwickelt. Es ist inzwischen regelmäßiger Gast bedeutender europäischer Festivals für Alte Musik und hat immer wieder neu entdeckte Musik aus Renaissance und Frühbarock eingespielt; diese wurden von der musikalischen Fachwelt positiv aufgenommen.
Das Ensemble ist auf die möglichst optimale Darstellung des jeweiligen Repertoires ausgerichtet und daher in seiner Besetzung variabel. Verpflichtet werden neben internationalen Gesangssolisten hoch spezialisierte Instrumentalisten für die Originalinstrumente der jeweiligen Epoche. Angestrebt wird die lebendige und zugleich stilistisch richtige Wiedergabe der Werke des 16. und 17. Jahrhunderts. Neben der Aufführung italienischer, flämischer, englischer und mitteldeutscher Komponisten wird dabei der norddeutschen Musik besondere Beachtung geschenkt.
Leiter des 1993 gegründeten Ensembles ist Manfred Cordes; er war Hochschullehrer an der Hochschule für Künste Bremen. 